# 维莱·涅米宁
维莱·涅米宁（芬蘭語：Ville Nieminen，1977年4月6日—），芬兰男子冰球运动员。他曾代表芬兰参加2002年和2006年冬季奥林匹克运动会冰球比赛，其中2006年奥运会获得一枚银牌。